# 波爾塔河
波爾塔河是俄羅斯的河流，屬於庫洛伊河的左支流，由阿爾漢格爾斯克州負責管轄，河道全長168公里，流域面積1,700平方公里，河水主要來自雨水和融雪，每年十月至翌年四月結冰。